# Cómic: Noveno arte
Cómic: Noveno arte es un documental sobre la historia del cómic producido en 1989 por Iñigo Silva para Episa y Euskal Telebista bajo la dirección de Alejandro Vallejo y con guiones de este y de Carmen Domínguez. Hay otra serie, dedicada a los dibujantes, del mismo equipo. Fue emitido en varias televisiones autonómicas de España y fue reeditado en 6 DVD en 2005.

## Contenido
El documental mezcla imágenes de los cómics animadas por ordenador y narración en off con música y fragmentos de entrevistas realizadas por Antonio Altarriba a los historietistas Dennis Gifford, Maurice Horn, Burne Hogarth, Lee Falk, Hergé, Jack Kirby, Will Eisner, Charles Schulz, Harvey Kurtzman, Mort Walker, Jean Claude Forest, Jean Michel Charlier, Francisco Ibáñez, Gilbert Shelton, Richard Corben, Quino, Albert Uderzo, Gotlib, Moebius, Philippe Druillet, Tanino Liberatore, Horacio Altuna, Enki Bilal, Milo Manara, July Simmons, Howard Chaykin, Alan Moore, Beto Hernández, Osamu Tezuka, Kosei Ono, Gō Nagai, Hiroshi Hirata y Goseki Kojima.
Originalmente se dividió en 26 episodios de entre seis y trece minutos, luego refundidos para obtener solo 13 episodios. Los títulos de estos capítulos son:
1. El nacimiento
2. Yellow Kid
3. Un gran negocio
4. El género femenino
5. To be continued
6. Fifty, fifty
7. La aventura comienza
8. La Edad de Oro
9. Viajeros universales
10. Double identity
11. Del champán a la cloaca
12. Mitos y leyendas
13. Love is all you need
14. Al estilo francés
15. Comix
16. Superstars
17. Alta tensión
18. No future?
19. El año del cometa
20. Europa en línea
21. Born in the States
22. Una profesión poco seria
23. La imaginación al poder
24. Tras el mayo del 68
25. Manga, Man-ga
26. Whats next?

SERIE TV CÓMIC 9.º ARTE (LA GRAN ENCICLOPEDIA DEL CÓMIC) (1990)
Una enciclopedia audiovisual sobre la historia
mundial de Cómic. La serie narra de forma
documental y cronológica el nacimiento,
trayectoria y evolución del Cómic en 13
programas de media hora de duración cada
uno. Cada programa se corresponde en el
tiempo con las sucesivas décadas del siglo XX, recogiendo la producción más importante
del cómic en cada década, sus principales
autores, imágenes documentales de los
aspectos sociales, políticos y artísticos del
momento. Además de recoger entrevistas a los
mejores dibujantes y teóricos del cómic del
mundo.Vendida en más de cuarenta países.
```
ALGUNOS PREMIOS OBTENIDOS:
```

INPUT 89. Estocolmo. Mejor programa sobre
arte emitido por las televisiones públicas del
mundo.
Finalista en el Festival Internacional de
Televisión de Nueva York (1990) en la categoría
de Documentales de Creación.
Finalista en el Houston International Film and
TV Festival (1991)
Forma parte de la colección permanente del NEW YORK MUSEUM OF RADIO and TV
por haber sido finalista de los PREMIOS EMMY.